# Manos Limpias
El Colectivo de Funcionarios Públicos Manos Limpias, conegut popularment com a Sindicato Manos Limpias o simplement, Manos Limpias (en català "Mans Netes"), és una associació espanyola fundada el 1995 com a organització de representació d'empleats de la funció pública. No tenia representació institucional el 2009, però ha destacat per presentar-se com a part en nombroses demandes judicials generalment en contra de decisions de les administracions governades per partits d'esquerra i nacionalistes perifèrics. Aquest fet, i el que el seu únic dirigent conegut, Miguel Bernad, sigui un militant ultradretà (va ser el responsable de l'organització Frente Nacional) i nomenat Cavaller d'Honor de la Fundació Nacional Francisco Franco pels seus "serveis en defensa dels ideals del Moviment" ha provocat que la seva ideologia sigui freqüentment qualificada d'ultradreta, tant a nivell estatal,com internacionalment (així ho va descriure el New York Times en un editorial al febrer de 2012). La mateixa associació rebutja aquesta adscripció al·legant que totes les persones tenen dret a evolucionar ideològicament. Al juliol de 2008, arran de les investigacions policials sobre diversos casos de corrupció urbanística, el diari El País va posar en coneixement de l'opinió pública les presumptes relacions entre el secretari general de l'associació i diversos dels comissionistes investigats.

## Fundació
Fundada el 1995 amb seu al carrer de Ferraz a Madrid, l'organització Manos Limpias és presidida per l'advocat i exdirigent del partit polític d'ultradreta Frente Nacional, Miguel Bernad Remón. Autodefinida com a sindicat, en les eleccions sindicals de 2007 van formar part de les llistes de CSI-CSIF a l'Ajuntament de Madrid. No obstant això, el 2009 no comptava amb representació en cap centre de treball, i es desconeix la seva representativitat en l'àmbit funcionarial.

## Activitats i ideologia
Es defineixen com un sindicat anticorrupció ("interposarem tota mena de denúncies davant les corrupcions polítiques o econòmiques que lesionin l'interès públic o general") i contrari als nacionalismes separatistes històrics ("Lluitarem sempre per la defensa de l'ordre constitucional del nostre país, enfront dels moviments separatistes que pretenen disgregar"). Pren el nom del moviment italià del Mani pulite promogut pel fiscal de Milà Antonio Di Pietro, en el qual afirmen inspirar-se.
Habitualment és descrit com a ultradretà. En aquesta línia, l'any 2000, va compartir la seva seu a Madrid amb la del sindicat Fuerza Nacional del Trabajo. Davant l'ús d'aquesta qualificació per Cándido Conde-Pumpido, Fiscal General de l'Estat, Manos Limpias va amenaçar de presentar una querella contra aquest últim si no retirava les declaracions (així, Mans Netes va rebutjar que tingui un caràcter ultradretà i que, "encara que això fos cert, l'article 14 de la Constitució diu que ningú pot ser discriminat per raó del seu naixement, raça, sexe, religió, opinió o qualsevol altra condició o circumstància personal o social"). Conde-Pumpido es va retractar afirmant que no pretenia injuriar sinó "amb més o menys fortuna, […] ubicar, en què considerava el seu exacte context polític, una iniciativa-en tot cas respectable-del grup que vostè representa en relació amb un determinat procés judicial", afirmant que va prendre com a referència un reportatge de El Mundo en què Bertrand reclamava la seva afinitat amb Blas Piñar.
En aquest sentit, un editorial del diari El País, amb motiu de l'admissió a tràmit de la querella de Manos Limpias contra el jutge Baltasar Garzón, s'expressava en els següents termes sobre la representativitat d'aquest "sindicat", així com sobre els seus propòsits i maneres de procedir:
| « | El de menys és que el dirigent i probablement únic militant del sindicat querellant sigui un conegut ultradretà, el fet rellevant és que es tracta d'un expert en la fabricació de querelles al servei de les seves opcions o interessos polítics i ideològics en les més diverses causes, instrumentalitzant per això l'acció popular, com sap el Tribunal Suprem. | » |

El 2015 va donar la seva cobertura i supervisió a un nou intent d'aliança d'urganitzacions ultradretanes -autodenominades "socialpatriotes" amb acord electoral entre Alternativa Espanyola (AES) -versió actualitzada de Fuerza Nueva i el Partit per la Llibertat (PxL), per les eleccions locals de maig de 2015. Aquesta aliança es diu "Plataforma amb les Mans Netes", i va ser un rotund fracàs, on la marca del "sindicat de funcionaris" no va obtenir l'efecte desitjat. El mateix Bernard va donar la cara i posar les mans per a la promoció de la coalició, fotografiant-se amb el president d'AES, Rafael López-Diéguez, en aquell temps gendre de Blas Piñar, i amb José María Ruiz Porta, president de PxL.

## Operació Nelson
L'operació Nelson és una operació judicial que va començar a primera hora del 15 d'abril de 2016 per la Unidad de Delincuencia Económica y Fiscal (UDEF) i de la Policia Nacional efectuada contra Manos Limpias i la Asociación de Usuarios de Servicios Bancarios (Ausbanc) per "extorsió, pertinença a organització criminal, frau en subvencions, estafa i administració deslleial". La Fiscalia de l'Audiència Nacional té indicis que aquestes associacions havien conformat, des de feia anys, una trama amb l'objectiu d'extorsionar entitats bancàries a canvi de "no iniciar accions legals contra elles en els tribunals". El 18 d'abril van decretar presó incondicional (sense fiança) als màxims responsables de Manos Limpias i Ausbanc, Miguel Bernad i Luis Pineda, detinguts el 15 d'abril per extorsionar bancs a canvi de publicitat o de retirar acusacions. El 15 de març de 2024 la sala penal del Tribunal Suprem presidida per Manuel Marchena va absoldre Luis Pineda, director d’Ausbanc, Miguel Bernad, director del sindicat Manos Limpias, i dos col·laboradors més.

## Activitats destacades
El sindicat s'ha destacat per dur a terme diverses accions en el terreny judicial, i es considera que forma part de la guerra judicial ultradretana contra polítics progressistes, amb la presentació de dos centenars de denúncies, de les que molt poques han prosperat. Entre d'altres es va personar com a acusació popular el març de 2011 es va personar al cas dels ERO d'Andalusia i al febrer de 2012 contra la Infanta Cristina i Iñaki Urdangarín en l'afer del Cas Nóos.
L'abril del 2012 va anunciar que havia presentat una denúncia contra l'expresident del Govern, José Luis Rodríguez Zapatero, l'exministra d'Economia i exvicepresidenta segona del Govern, Elena Salgado, i el cap de la Intervenció General de l'Estat, José Alberto Pérez, per un presumpte delicte de falsedat en document públic i un altre de danys a l'economia nacional, que no va anar enlloc.
Al març de 2013 va sol·licitar la imputació de dos responsables de l'Ajuntament de Madrid governat pel Partit Popular, per sengles delictes de prevaricació i trànsit d'influències. També a principis de 2013, Manos Limpias es va incorporar com a acusació popular a la causa oberta per la querella d'Esquerra Unida (IU) contra Luis Bárcenas, Álvaro Lapuerta i altres dirigents del Partit Popular, que va desembocar a l'anomenat Cas Bárcenas per diversos delictes relacionats amb el suposat finançament il·legal del PP i l'existència d'una comptabilitat B del partit. Al juliol de 2013 va encapçalar, juntament amb el Partit Socialista Obrer Espanyol (PSOE), la denúncia contra l'expresident de la Diputació d'Ourense José Luis Baltar per delicte de prevaricació. Al juliol de 2014 Baltar va ser condemnat a nou anys d'inhabilitació per aquest delicte. El 2015 va denunciar els regidors madrilenys Pablo Soto (Ara Madrid) i Guillermo Zapata (Podemos) per tuits ofensius contra l'exalcalde de Madrid, Alberto Ruiz-Gallardón.
En 2024 va denunciar Begoña Gómez, muller del president del govern espanyol Pedro Sánchez Pérez-Castejón per tràfic d'influències i corrupció.

### Contra l'independentisme català
L'entitat ha denunciat dirigents i ha participat en causes contra el procés independentista català. Al febrer del 2014 va presentar una denúncia contra el President de la Generalitat de Catalunya Artur Mas pels delictes de sedició i rebel·lió, amb relació a la consulta sobre la independència de Catalunya. El mateix mes de febrer va presentar una denúncia contra els 33 jutges catalans que van signar un manifest de suport al dret a decidir per possible sedició. Més recentment, al març del 2014, va presentar una denúncia al Fiscal General de l'Estat en la qual li demanava que instés el procés d'il·legalització de l'Assemblea Nacional Catalana.
En 2020 va denunciar Esther Capella al fiscal general de l'Estat pels permisos dels presos polítics. Va dur davant el Suprem els acords entre el PSOE, Junts per Catalunya i ERC i per la tramitació de la llei d'amnistia, però la denúncia no va ser admesa.

### Contra l'independentisme basc
En 2006 va interposar una querella davant la Fiscalia de l'Estat i l'Audiència Nacional contra el llavors portaveu de Batasuna, Arnaldo Otegi per la presentació de la comissió que hauria de buscar vies que duguessin al final del conflicte, i uns mesos més tard al mateix any, va interposar una denúncia al Tribunal Suprem contra José Luis Rodríguez Zapatero, llavors president del Govern, i Patxi López, llavors secretari general del PSE per una reunió que havien tingut amb Arnaldo Otegi i Rufi Etxeberria.
Manos Limpias va ser l'acusació popular que es va utilitzar per condemnar la mesa del Parlament Basc per haver permès en 2008 la continuïtat del grup parlamentari d'Herri Batasuna, després que la fiscalia es retirés de la causa i que va acabar amb la inhabilitació de Juan Mari Atutxa, Bilbao y Kener. La justícia europea va absoldre, després de 13 anys, Juan Maria Atutxa contradient l'espanyola.
L'entitat també s'ha querellat per exigir que es disposi la bandera espanyola als balconades d'ajuntaments bascos.